# Hrabstwo Hancock (Kentucky)

Piramida wieku hrabstwa

Hrabstwo Hancock – hrabstwo w USA, w stanie Kentucky. Według danych z 2000 roku, hrabstwo zamieszkiwały 8392 osoby. Siedzibą hrabstwa jest Hawesville.

## Miasta
- Hawesville
- Lewisport